# Jan de Hoop
Jan de Hoop (Rotterdam, 18 december 1954) is een Nederlandse presentator. Hij verwierf bekendheid als presentator van het RTL Ontbijtnieuws, wat hij 33 jaar presenteerde. Tegenwoordig is hij te zien en te horen bij Omroep Gelderland.

## Loopbaan
De Hoop werkte begin jaren zeventig als vrijwilliger bij een ziekenomroep in Rotterdam en sinds 1977 bij de zeezender Radio Mi Amigo onder het pseudoniem Frank van der Mast. Onder deze naam presenteerde hij bij de AVRO de nachtuitzending op Hilversum 3 tot deze op die zender stopte en vanaf april 1979 tot en met september 1980 een namiddagprogramma bij de AVRO op Hilversum 3 als tijdelijke vervanger van Ad Visser. Hij begon met de presentatie van nieuwsprogramma's bij Veronica Nieuwsradio in 1987. Twee jaar later stapte hij over naar RTL-Véronique, het latere RTL 4. Daar begon hij met het presenteren van het Ontbijtnieuws. 
Tot eind 2006 presenteerde hij weleens Editie NL. In 2007 bleek dat RTL De Hoop te oud achtte voor het presenteren van dit programma. In 2016 doet hij naast het Ontbijtnieuws de voice-over van de programma's Jouw vrouw, mijn vrouw en Airline van RTL 4.
Sinds 4 juni 2016 is De Hoop weer op de radio te horen. Hij presenteert wekelijks op Radio Gelderland het zaterdagochtendprogramma De Hoop op Zaterdag van 10.00 tot 12.00 uur. Tevens is hij te zien als televisiepresentator van diverse programma's bij de Gelderse omroep.
Eind oktober 2019 presenteerde hij bij RTL 5 eenmalig de tv-quiz Jan houdt Hoop, waarin de algemene kennis van jongeren getest werd. De aflevering trok 173.000 kijkers en de quiz werd meteen van de buis gehaald. In oktober ontving Jan de Hoop de award 'TV Blunder van het Jaar'  van De TV Knollen, een ludieke prijs die door omroepplatform Spreekbuis uitgereikt wordt, analoog aan de Razzie voor slechtste film of de Loden Leeuw voor irritantste reclamespotje.
In december 2021 kondigde De Hoop aan dat hij zou stoppen met nieuwslezen voor RTL Nieuws. Op 2 juni 2022 presenteerde hij, na 33 jaar, voor de laatste keer het RTL Ontbijtnieuws. Na deze laatste uitzending werd De Hoop benoemd tot Ridder in de Orde van Oranje-Nassau.
Op 11 september 2024 was hij gastpresentator van Tijd voor Max.

## Trivia
- In het spelprogramma Ik wed dat ik het kan! maakte De Hoop bekend dat hij in september 2009 twintig jaar bij RTL zat en dat hij zijn contract een kwartier eerder ondertekende dan Irene Moors.
- Hij was de eerste gast in het derde seizoen van De Kwis.
- Hij was deelnemer aan het eerste seizoen van Superstar Chef.
- De Hoop had bij het presenteren van RTL Ontbijtnieuws steevast een mok in dezelfde kleur als zijn trui of overhemd.
- Jan de Hoop is een fervent vlogger. Op YouTube publiceert hij regelmatig video's over zijn belevenissen.[10]
- De Hoop deed in 2024 mee met het programma The Masked Singer als de wasbeer. Hij verliet het programma als eerste deelnemer.
- In 2025 was De Hoop te zien als mystery queen in het programma Make Up Your Mind.

## Privé
De Hoop is getrouwd met Coen Lievaart, met wie hij een mediatrainingsbedrijf heeft in Radio Kootwijk.  Hij voert sinds medio 2017 actie tegen nieuwe vliegroutes voor Lelystad Airport, die volgens de plannen meer vliegbewegingen over de Midden-Veluwe met zich meebrengen.
De Hoop had op 27 juni 2025 een hartinfarct terwijl hij vakantie had. Hij concludeerde zelf op basis van zijn symptomen dat het om een hartinfarct ging en liet de ambulance naar de camping komen waar hij en zijn man vakantie hadden. Hij was de dag erop al zo ver hersteld dat hij zijn verhaal vertelde in De Hoop op zaterdag.Hij presenteerde het programma tijdens zijn vakantie  vanaf de camping, maar de uitzending van 28 juni ging vanwege het hartinfarct niet door. Het programma werd overgenomen door Cindy de Koning